# Papilio aristophontes
Papilio aristophontes là một loài bướm thuộc họ Papilionidae. Nó là loài đặc hữu của Comoros. Nó được liệt vào sách đỏ do hiếm và bị đe dọa đến sự sống của nó.